# Hsanda Gol-formatie

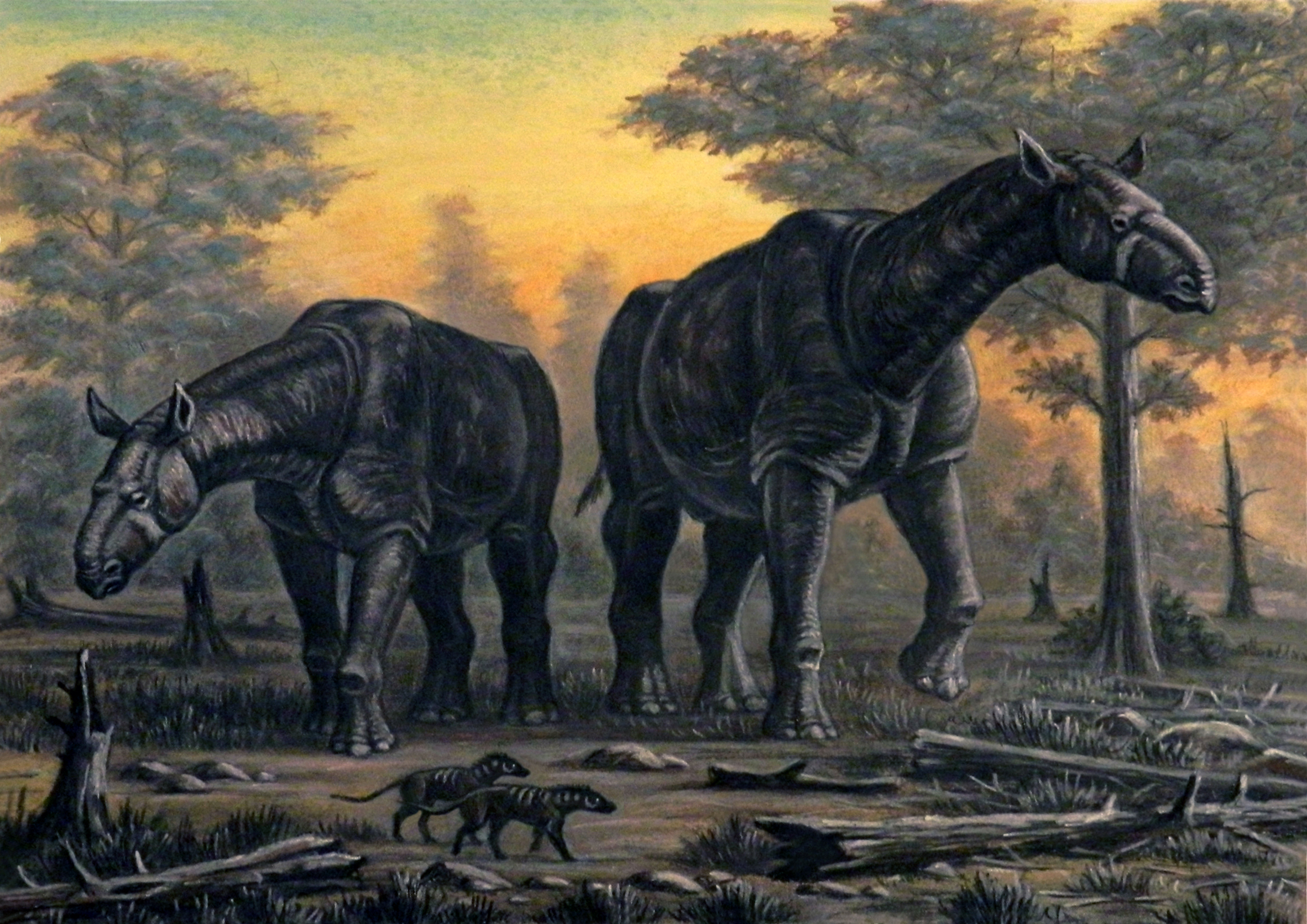
Paraceratherium en Hyaenodon.

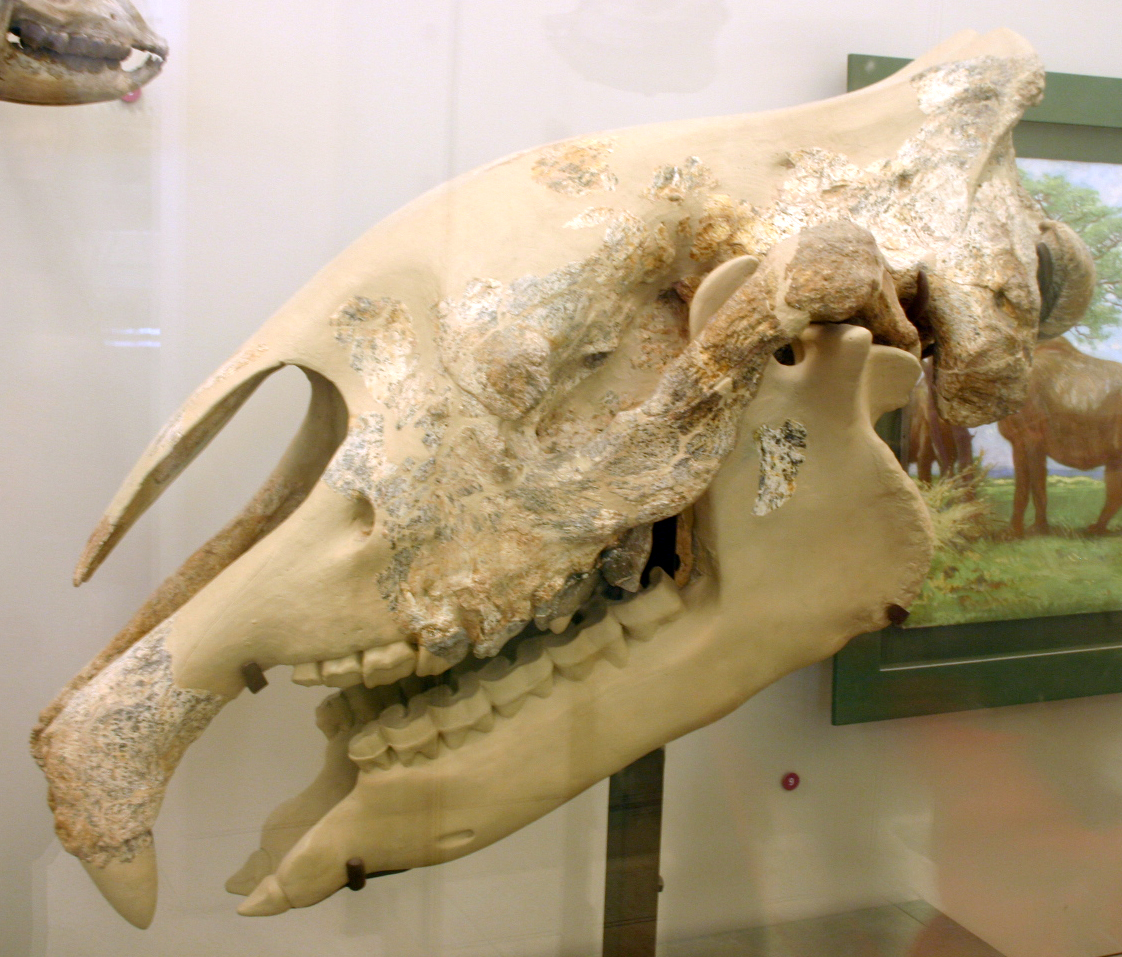
Schedel van van Paraceratherium in het American Museum of Natural History

De Hsanda Gol-formatie is een geologische formatie in de Gobiwoestijn in Mongolië die afzettingen uit het Oligoceen omvat.

## Locatie
De Hsanda Gol-formatie bevindt zich in het Tsagan Nor-bekken in Mongolië. De formatie werd afgezet in een continentale woestijn. De Houldjin Beds worden soms beschouwd als onderdeel van de Hsanda Gol-formatie, maar zijn echter in het laatste Eoceen afgezet onder invloed van een natter klimaat. 

## Ouderdom
De Hsanda Gol-formatie dateert uit het Rupelien. Het is de naamgevende locatie van het Hsandagolian, een van de Asian land mammal ages die loopt van 33,7 tot 30 miljoen jaar geleden. 

## Fossiele vondsten
De eerste vondsten in de Irdin Mahna-formatie werden gedaan tijdens de Centraal-Aziatische Expedities (1921-1930) van het American Museum of Natural History. In 1922 onder meer een zeer complete schedel van de hoornloze neushoorn Paraceratherium, het grootst bekende landzoogdier, gevonden. Veel uitgebreidere vondsten van fossielen van zoogdieren werden gedaan tijdens de expeditie van 1925, hoewel veel van het gevonden materiaal lang onbeschreven bleef.

## Paleofauna
De Hsanda Gol-formatie onderscheidt zich van de Houldjin Beds door de afwezigheid van brontotheriërs, neushoornachtigen behorend tot Amynodontidae en Rhinocerotidae, en entelodonten. De hyaenodonten en neushoornachtigen uit de Hyracodontidae overleefden de overgang van de meer natte, beboste omstandigheden van het laatste Eoceen naar de woestijnen van het Vroeg-Oligoceen wel te overleven en zijn ook bekend van fossiele vondsten in de Hsanda Gol-formatie.
De bekende paleofauna van de Hsanda Gol-formatie bestaat uit kikkers, wormhagedissen, knaagdieren zoals woelmuisachtigen, eekhoornachtigen en goendi's, fluithazen, haasachtigen, egels, neushoornachtigen, vroege herkauwers, hyaenodonten, en carnivore zoogdieren zoals beerhonden, marterachtigen, nimraviden en vroege katachtigen.